# Bitway Telecom
Bitway Telecom este un furnizor de servicii de telecomunicații din București, România.

## Servicii
Înființată în anul 2006, firma oferă servicii de telecomunicații destinate exclusiv companiilor:
- Acces la internet și transport de date prin fibră optică[2]
- Acces la internet prin tehnologia Wimax 4G
- Transport de date prin fibră optică
- Telefonie fixă digitală VOIP
- Găzduire domenii de internet (webhosting)
- Colocare echipamente (servere) în centrele proprii de date[3]

## Indicatori financiar-economici
- Cifra de afaceri:[4]
  - 2006: 15.792 lei
  - 2007:  69.240 lei
  - 2008:  107.802 lei
  - 2009: 97.229 lei
  - 2010:  179.112 lei
  - 2011: 133.479 lei
  - 2012: 184.383 lei
  - 2013: 185.832 lei
  - 2014: 144.503 lei

## Date tehnice
- Tip rețea: rețea publică fixă de comunicații electronice
- Tipuri de servicii furnizate: acces internet, transmisiuni de date, telefonie fixă[5]